# ديفيد مكغوان
ديفيد مكغوان (بالإنجليزية: David McGowan)‏ هو مجدف أسترالي، ولد في 27 أبريل 1981 في برث في أستراليا.

## وصلات خارجية
- ديفيد مكغوان على موقع الاتحاد الدولي للتجديف (الإنجليزية)
- ديفيد مكغوان على موقع اللجنة الأولمبية الدولية (الإنجليزية)
- ديفيد مكغوان على موقع أوليمبيديا (الإنجليزية)